# A Lenda do Herói
A Lenda do Herói é um jogo eletrônico de plataforma com elementos musicais desenvolvido pelo estúdio Dumativa em parceria com o grupo humorístico Castro Brothers, lançado para Windows em março de 2016, para Linux e macOs em novembro de 2017 e para Nintendo Switch em julho de 2021.
O jogador controla um cavaleiro que deve passar por monstros e obstáculos para concluir uma fase e, no final, resgatar uma princesa. A música, cantada por Marcos Castro na versão em português e por Matheus Castro na versão em inglês, acompanha as ações do jogador em tempo real, adaptando-se à situação na tela.
Baseado nos jogos eletrônicos de ação de terceira e quarta gerações, A Lenda do Herói foi desenvolvido após o sucesso dos vídeos dos irmãos Castro no YouTube, onde faziam músicas que funcionavam como um jogo. Com a ajuda de fãs, eles arrecadaram 258 mil reais para financiar a produção de um jogo baseado em seus vídeos. Em 2014, bateu o recorde de maior arrecadação em 24 Horas via crowdfunding no Brasil.
Após o lançamento, o jogo continuou recebendo atualizações; em outubro de 2017 foi lançada a expansão A Lenda dos Mortos, com temática zumbi, que contou com a participação de Bruno Sutter na voz do protagonista. Em fevereiro de 2019 mais uma atualização do jogo foi lançada, introduzindo subchefes.

## Jogabilidade

O jogador controla um cavaleiro, que deve usar sua espada, escudo e poderes adquiridos para derrotar os inimigos e passar por outros desafios para avançar. A música acompanha as ações do jogador em tempo real, adaptando-se a situação na tela.

A Lenda do Herói se diferencia dos demais jogos de plataforma pelo fato de haver um protagonista que canta através do desenvolver do jogo; dependendo de suas ações no jogo, a música como um todo (harmonia, melodia e letra) podem tomar rumos diferentes.

## História
O Herói foi em busca de uma princesa que está presa junto a um grande vilão (Terrível Vilão, como diz o Herói). O Herói deverá derrotar inimigos e chefes, os quais acreditam que o Herói seja seu intruso. Ninguém acredita que a princesa existe, o Herói iniciou sua aventura em busca da princesa por causa de um sonho que teve dela. Mas os NPCs dos vilarejos todos desacreditaram na existência da princesa. Foi o Terrível Vilão, o qual "escreveu o destino", para que ninguém a venha salvar, a fez praticamente inexistente. Passando por uma linha inteira de lugares (Planície, Vila, Floresta, Vulcão, Deserto, Montanhas, Nevasca, Castelo, espaço) cada um com um poder diferente para ser encontrado, os quais vão ter que ser usados todos no final. Após o último chefe, a princesa é salva, e o mundo com regras de jogos de 2D torna-se 3D.

## Origem
A Lenda do Herói surgiu como um vídeo, lançado em 15 de janeiro de 2012, no canal Marcos Castro (atualmente Castro Brothers), e foi criado sob medida para um concurso promovido pelo YouTube em 2012 chamado YouTube NextUp, com o objetivo de ajudar canais de pequeno e médio porte. O vídeo é um musical no qual o herói canta a sua aventura em busca de resgatar a princesa de um terrível vilão. Em menos de uma semana, o vídeo ganhou bastante notoriedade, atingindo 500 mil visualizações - número bastante expressivo para a época. Muitos dos seus fãs pediram para que a série não ficasse restrita ao YouTube e se tornasse um jogo de verdade.
A partir daí, os Castro Brothers e sua equipe se mobilizaram para viabilizar a produção do jogo e, em março de 2013, se juntaram ao estúdio de criação Dumativa para projetar a construção do jogo. Um ano depois, foi lançada uma campanha de crowdfunding na plataforma Catarse para viabilizar a produção, com a pedida inicial de R$ 125 mil. Em 60 dias, eles arrecadaram mais do que dobro, atingindo R$ 258.587,00 e 6112 apoiadores, sendo uma das campanhas recordistas do Brasil.
A Lenda do Herói 2: A marcha de Malaquias é o seu sucessor, anunciado oficialmente em 2022, obtendo êxito em uma campanha de crowdfunding realizada na Nuuvem, superando a marca de R$ 725 mil.

## Desenvolvimento
O Jogo foi desenvolvido pelo estúdio Dumativa em parceria com os "Castro Brothers" depois do sucesso que o vídeo de mesmo nome causou ao público do YouTube.